# Loflammia gabrielis
Loflammia gabrielis är en lavart som först beskrevs av Johannes Müller Argoviensis, och fick sitt nu gällande namn av Vezda 1986. Loflammia gabrielis ingår i släktet Loflammia och familjen Ectolechiaceae.   Inga underarter finns listade i Catalogue of Life.